# Hang Chauvet
Hang Chauvet là một hang động ở Pháp có các bức tranh hang động với hơn 1.000 bức tranh hang động, chủ yếu là hình động vật có niên đại từ khoảng 31.000 năm trước, là những bức tranh hang động cổ xưa được bảo quản tốt nhất cũng như bằng chứng khác của cuộc sống thượng thời kỳ đồ đá cũ. Hang nằm gần xã Vallon-Pont-d'Arc trên một vách đá vôi ở trên đáy cũ của sông Ardèche, trong Hẻm núi de l'Ardèche. Năm 2014, tại cuộc họp lần thứ 38 ở Doha, hang động này đã được đưa vào danh mục di sản thế giới.